# Rock City (álbum de Riot)
Rock City —en español: Ciudad del rock— es el álbum debut de la banda estadounidense de heavy metal Riot y fue lanzado al mercado en 1977 por Fire Sign Records.  Tiempo después, la discográfica Attic Records lo publicó en Canadá. En 1993, Rock City fue relanzado por Metal Blade Records.

## Grabación y publicación
Este disco fue grabado en los estudios Big Apple Recording —tiempo después se nombraría Greene St. Recording— entre 1976 y 1977 y sería publicado por Fire Sign Records en los E.U.A., Attic Records en Canadá, Ariola Records en Europa y por Victor Entertainment en Japón.
El bajista original de Riot, Phil Feit, solamente participó en este disco, pues tiempo después se uniría a varios grupos y solistas como Billy Idol, Joan Jett and the Blackhearts y Adam Bomb.

## Crítica
Jason Anderson de Allmusic le otorgó una calificación de 4 estrellas de 5 posibles a Rock City, describiendo al grupo como «una línea que conectaría a las superestrellas de hard rock como Boston y Thin Lizzy de los 70's con los dioses del pop rock y metal de los 80's como Def Leppard».  Respecto a Rock City, mencionó que «algunas canciones con potencial como «Overdrive» son limitadas por coros repetitivos y suaves tonos de guitarra». Sin embargo, Anderson realzó el canto de Guy Speranza y la ambición conceptual de Riot. Por último, concluyó diciendo que «Riot era muy competente y Rock City es un limitado pero loable primer trabajo por parte de la banda neoyorkina».

## Lista de canciones
| Side one |                      |                                           |                          |          |  |
| N.º      | Título               | Escritor(es)                              | Traducción al español    | Duración |  |
| 1.       | «Desperation»        | Mark Reale / Guy Speranza / Phil Feit     | «Desesperación»          | 2:43     |  |
| 2.       | «Warrior»            | Reale / Speranza / Steve Costello         | «Guerrero»               | 3:50     |  |
| 3.       | «Rock City»          | Reale / Speranza / Feit / Lou A. Kouvaris | «Ciudad del rock»        | 3:29     |  |
| 4.       | «Overdrive»          | Reale / Speranza / Kouvaris               | «Sobrecarga»             | 4:12     |  |
| 5.       | «Angel»              | Reale / Speranza / Feit                   | «Ángel»                  | 3:37     |  |
| 6.       | «Tokyo Rose»         | Reale / Speranza                          | «Rosa de Tokio»          | 4:20     |  |
| 7.       | «Heart of Fire»      | Reale / Speranza / Kouvaris               | «Corazón de fuego»       | 3:00     |  |
| 8.       | «Gypsy Queen»        | Reale / Speranza / Kouvaris               | «Reina gitana»           | 3:56     |  |
| 9.       | «This is What I Get» | Reale / Speranza                          | «Esto es lo que me pasa» | 4:09     |  |

## Créditos

### Riot
- Guy Speranza — voz principal
- Mark Reale — guitarra
- Lou A. Kouvaris — guitarra
- Phil Feit — bajo (en las canciones «Desperation» y «Angel»)
- Jimmy Iommi — bajo
- Peter Bitelli — batería

### Personal de producción
- Steve Loeb — productor
- Billy Arnell — productor
- Richard Alexander — productor
- Tom Duffy — ingeniero de sonido, masterizador y mezclador
- Eddy Sheryer — re-masterización (en la reedición de 1993)
- Marcia Loeb — directora de arte
- Steve Weiss — arte de portada
- Doug Mathewson — fotógrafo